# دوشان مارتينوفيتش
دوشان مارتينوفيتش (بالصربية: Душан Мартиновић)‏ هو لاعب كرة قدم صربي في مركز الوسط، ولد في 22 ديسمبر 1987 في شاباتس في صربيا. لعب مع نابريداك كروشيفاتس ونادي ياغودينا.

## وصلات خارجية
- دوشان مارتينوفيتش على موقع قاعدة بيانات كرة القدم.إي يو (الإنجليزية)
- دوشان مارتينوفيتش على موقع Soccerbase.com (لاعب) (الإنجليزية)
- دوشان مارتينوفيتش على موقع Soccerway.com (الإنجليزية)